# Сиднейская премия мира
Сиднейская премия мира (англ. Sydney Peace Prize) присуждается Сиднейским фондом мира, являющимся некоммерческой организацией, учреждённой Сиднейским университетом. Город Сидней является одним из главных спонсоров премии.
Ежегодно в течение трёх месяцев, жюри премии мира в составе семи человек оценивает достоинства усилий номинантов по содействию миру и справедливости. Премия может быть присуждена организации или физическому лицу.

## Лауреаты
- 1998 —  Мухаммад Юнус, основатель «Гремин-Банка».
- 1999 —  Десмонд Туту, архиепископ Кейптаунский.
- 2000 —  Шанана Гусман, первый президент Восточного Тимора.
- 2001 —  Уильям Дин, бывший генерал-губернатор Австралии.
- 2002 —  Мэри Робинсон, верховный комиссар ООН по правам человека.
- 2003 —  Ханан Ашрауи, учёная, инициатор кампании за права человека.
- 2004 —  Арундати Рой, индийская писательница.
- 2005 —  Олара Отунну, заместитель генерального секретаря ООН по вопросу о детях и вооружённых конфликтах.
- 2006 —  Айрин Хан, генеральный секретарь «Международной амнистии».
- 2007 —  Ханс Бликс, бывший глава Комиссии по оружию массового поражения.
- 2008 —  Патрик Додсон, председатель фонда «Lingiari».
- 2009 —  Джон Пилджер, австралийский журналист.
- 2010 —  Вандана Шива, индийский философ и активист-эколог.
- 2011 —  Ноам Хомский, американский лингвист.
- 2012 —  Секаи Холланд, зимбабвийский политик.
- 2013 —  Синтия Маунг, мьянманский врач.
- 2014 —  Джулиан Бернсайд, австралийский адвокат.
- 2015 —  Джордж Джиттос, австралийский актёр и кинорежиссёр.
- 2016 —  Наоми Кляйн, канадская журналистка, писательница и социолог.
- 2017 — Black Lives Matter, интернациональное движение активистов, выступающих против насилия в отношении чернокожего населения.
- 2018 —  Джозеф Стиглиц, американский экономист.
- 2019 — #MeToo, хештэг.
- 2020 —  Midnight Oil, рок-группа.
- 2021—2022 —  Uluru Statement from the Heart[англ.].
- 2023 —  Назанин Бониади, британско-американская актриса.

## Золотая медаль за мир и справедливость
Фонд иногда награждает специальной золотой медалью за значительный вклад в мир и справедливость. За всю историю фонда всего пятеро получили эту награду.
- 2000 —  Нельсон Мандела, южноафриканский государственный деятель.
- 2002 —  Далай-лама XIV.
- 2009 —  Дайсаку Икэда, японский буддийский лидер.
- 2011 —  Джулиан Ассанж, австралийский интернет-журналист, основатель Wikileaks.
- 2013 —  Стефан Фредерик Эссель, французский дипломат, правозащитник, писатель.